# Cromwell (filme)
Cromwell é um filme britânico de 1970, do gênero drama histórico, dirigido por Ken Hughes.

## Elenco
- Richard Harris .... Oliver Cromwell
- Alec Guinness .... Carlos I de Inglaterra
- Robert Morley .... Conde de Manchester
- Dorothy Tutin .... rainha Henrietta Maria
- Frank Finlay .... John Carter
- Timothy Dalton .... príncipe Rupert
- Patrick Magee .... Hugh Peters

## Principais prêmios e indicações
Oscar 1971 (EUA)
- Venceu na categoria de melhor figurino
- Indicado na categoria de melhor trilha sonora original.

BAFTA 1971 (Reino Unido)
- Indicado na categoria de melhor figurino.

Globo de Ouro 1971 (EUA)
- Indicado na categoria de melhor trilha sonora original.

Festival de Moscou 1971 (Rússia)
- Venceu na categoria de melhor ator (Richard Harris).
- Indicado a melhor filme.